# Kallio (Helsinki)
Pour les articles homonymes, voir Kallio.
Kallio (en français : Rocher  en suédois : Berghäll) est un quartier d'Helsinki en Finlande.

## Présentation
Kallio est autrefois connu comme une zone résidentielle pour la population ouvrière. 
Jusque dans les années 1960, les petits studios et appartements d'une chambre du quartier étaient habités par des familles avec enfants, qui déménageaient ailleurs lorsque leurs revenus le permettaient. 
Aujourd'hui, Kallio est un quartier pour étudiants, jeunes adultes et artistes.
Cela est dû à la disponibilité de petits logements, une offre de loisirs diversifiée, un emplacement central et de bonnes liaisons de transport public.
Dans le Kallio, où le taux de rotation de la population est le plus élevé de la ville, la durée moyenne de résidence est d'environ 3,5 ans et seuls 29,3% des habitants sont nés à Helsinki,.
Les services publics de Kallio comprennent la bibliothèque de Kallio et une école primaire, ainsi que l'hôpital de l'Institut des Diaconesses d'Helsinki. 
Le quartier abrite aussi l'Université des sciences appliquées Metropolia, ainsi que deux lycées, le lycée de Kallio, spécialisé dans les capacités d'expression, et le lycée des arts visuels d'Helsinki, qui met l'accent sur l'enseignement des beaux-arts.

## Population

### Quartier de Kallio
Le quartier de Kallio a une superficie de 1,09 km2, sa population s'élève à 18 114 habitants(1.1.2008) et il offre 10 870 emplois (31.12.2005).

### District de Kallio
Le district de Kallio a une superficie de 2,75 km2, sa population s'élève à 25 083 habitants(1.1.2008) et il offre 23703 emplois (31.12.2005).

## Lieux et monuments
Kallio a de nombreux monuments dont la halle du marché de Hakaniemi, l'église du Kallio, la Chapelle du Saint-Cœur ou la Bibliothèque de Kallio, la salle Elsa du Théâtre municipal d'Helsinki et le Pont d'Hakaniemi.
Il y a de nombreux parcs à Kallio, en plus de la zone de parcs Tokoinranta, Parc de l'ours, le Parc de Matti Helenius, Torkkelinpuistikko, Pengerpuisto, le Parc d'Alli Trygg, le parc de Franzen, le parc Harjutori, le parc Tauno Palo, le parc Diakonia, le parc de Tarja Halonen et le parc d'Ilola.

## Transports
Kallio est desservi par deux stations de métro (Hakaniemi ja Sörnäinen), six lignes de tramway et une soixantaine de bus urbains ou régionaux .

## Galerie

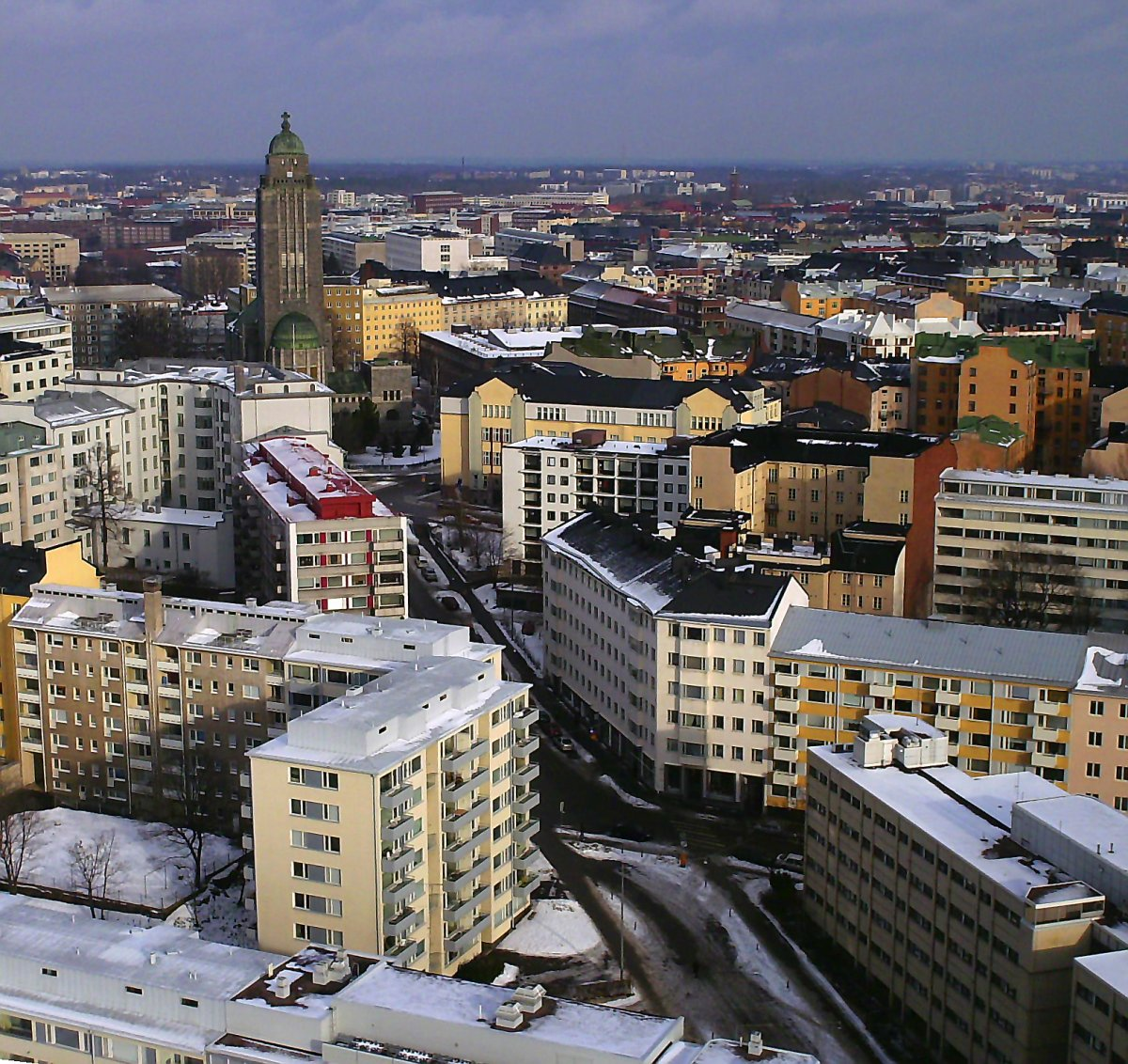
Vue aérienne du quartier du Kallio.
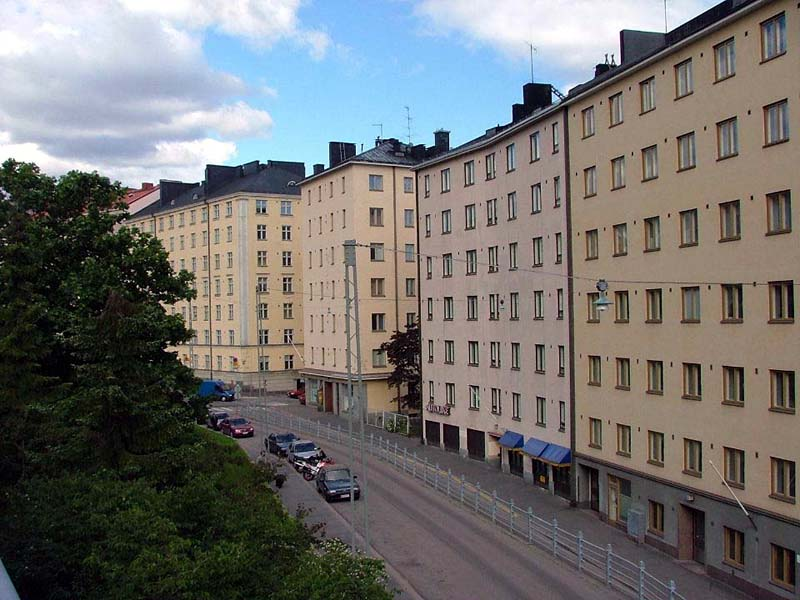
la rue Pengerkatu.
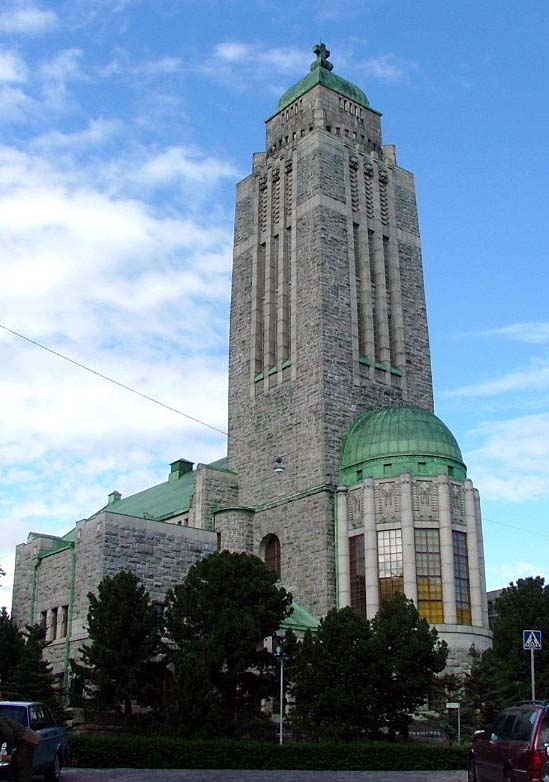
Église du Kallio.
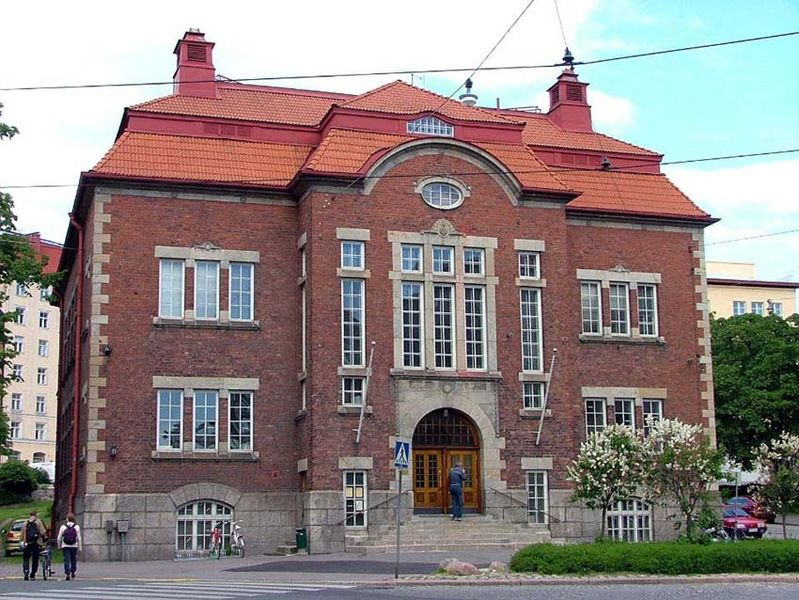
Bibliothèque du Kallio (1912).

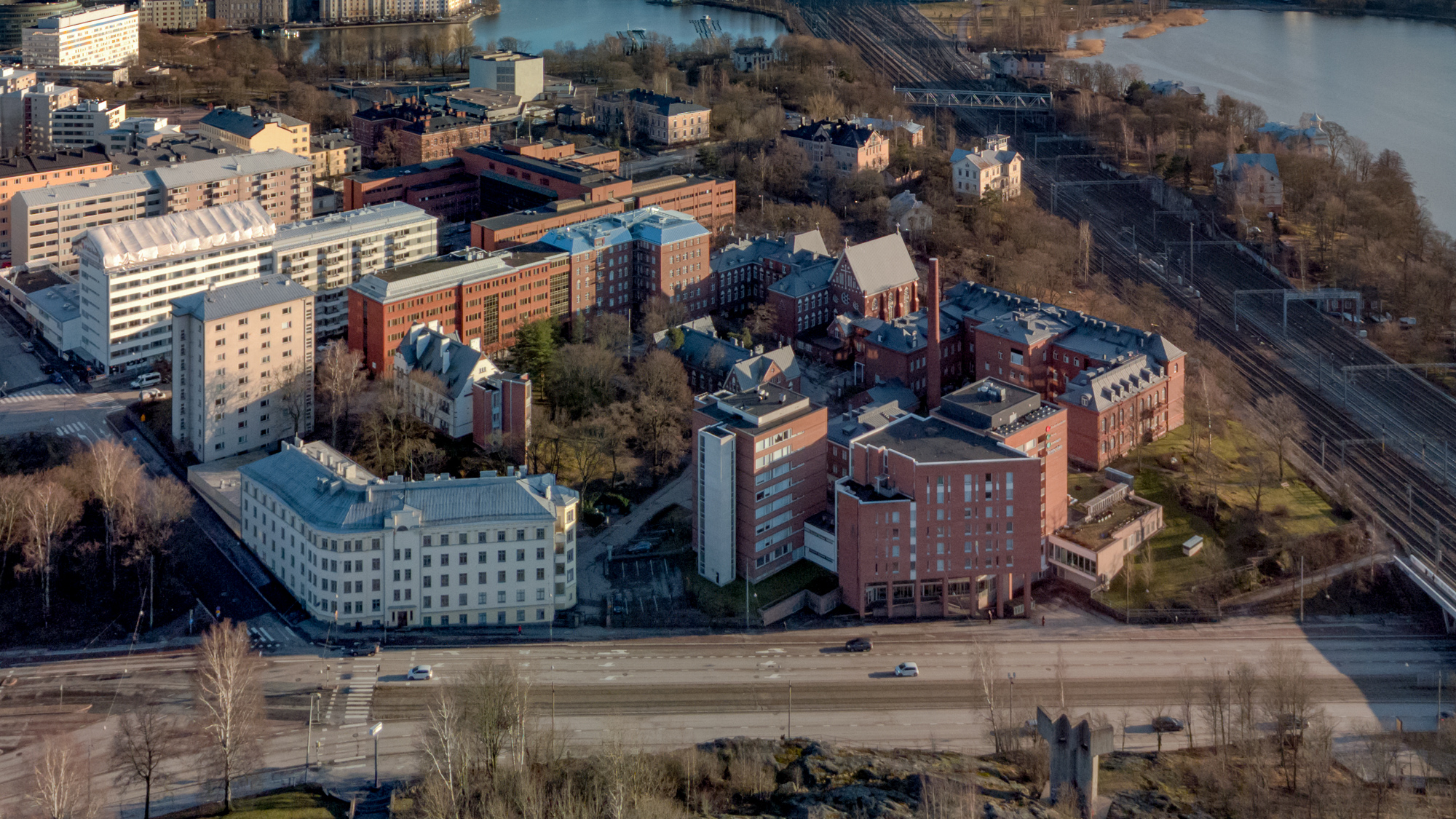
L'hopital des diaconesses.
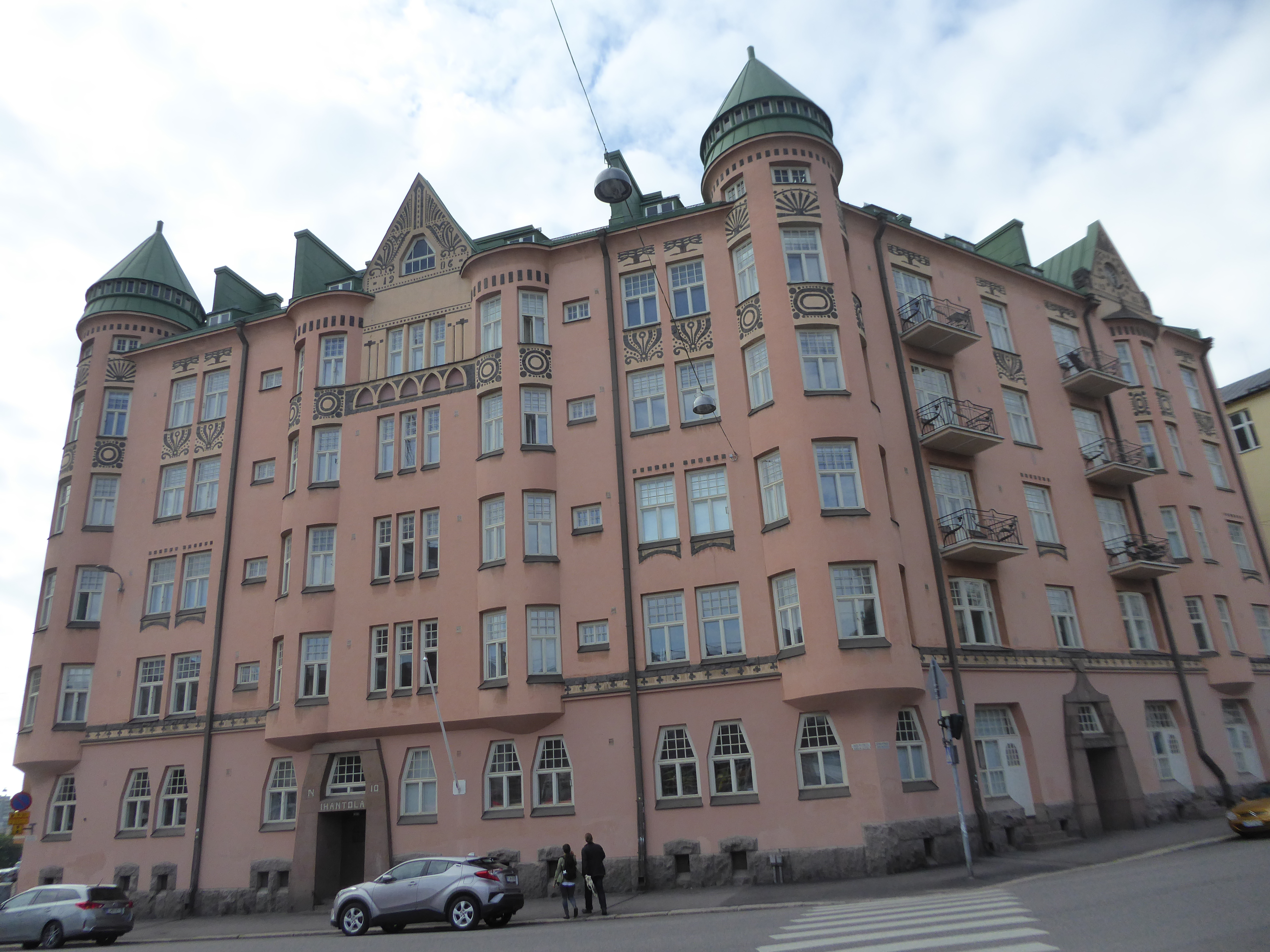
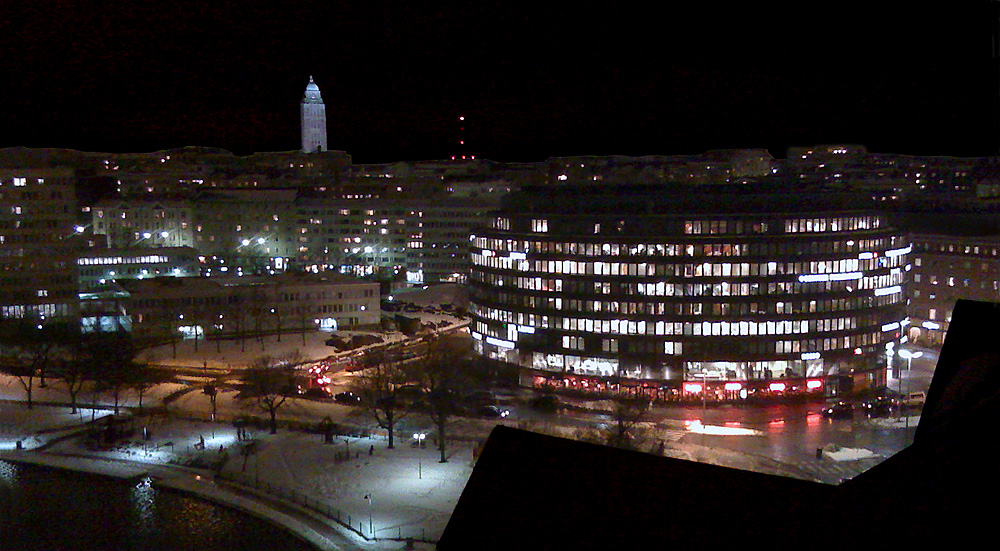
Le quartier du Kallio vu de la Paasitorni d'Hakaniemi, Janvier 2008.

## Articles connexes

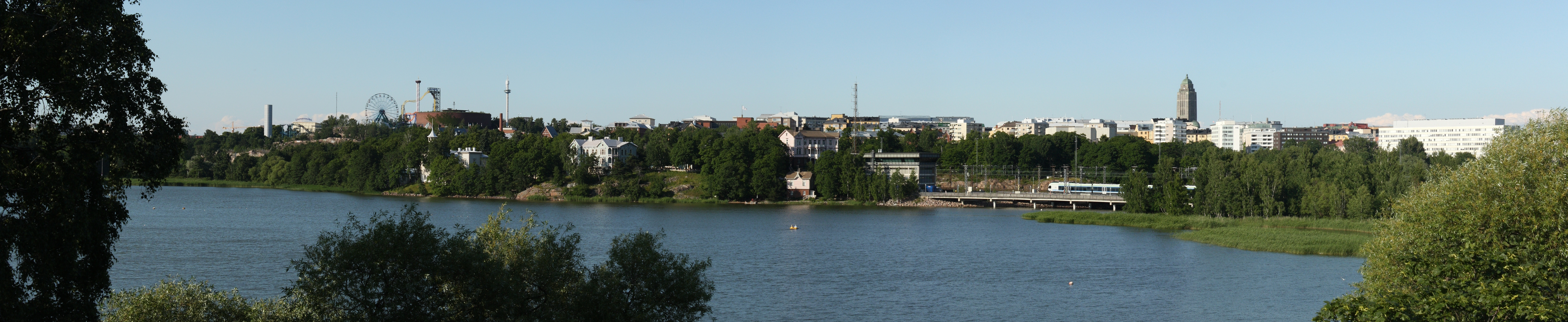
Le quartier du Kallio vu de Töölönlahti